# IC 1289
IC 1289 је спирална галаксија у сазвјежђу Лира која се налази на листи објеката дубоког неба у Индекс каталогу.
Деклинација објекта је + 39° 57' 53" а ректасцензија 18h 30m 2,2s. Привидна величина (магнитуда) објекта IC 1289 износи 15,0 а фотографска магнитуда 15,8. IC 1289 је још познат и под ознакама MCG 7-38-9, CGCG 228-11, PGC 61958.